# Aina Haina (Hawái)
Aina Haina es un área no incorporada ubicada en el condado de Honolulu en el estado estadounidense de Hawái.

## Geografía
Aina Haina se encuentra ubicado en las coordenadas 21°16′45″N 157°44′59″O / 21.27917, -157.74972.